# Историја Киргистана
Историја Киргистана сеже више од 3.000 година. Иако је географски изолован због свог планинског положаја, имао је важну улогу као део историјског трговачког пута, Пута свиле. Туркијски номади, који вуку своје порекло од многих туркијских држава, као што су Први и Други туркијски каганат, насељавали су земљу током њене историје. У 13. веку Киргистан су освојили Монголи; касније је поново стекла независност, али су је напали Калмици, Манџури и Узбеци. Године 1876. постао је део Руске империје, остајући у СССР-у као Киргиска Совјетска Социјалистичка Република након Октобарске револуције. Након демократских реформи Михаила Горбачова у СССР-у, 1990. кандидат за независност Аскар Акајев изабран је за председника Киргиске ССР. Дана 31. августа 1991. Киргистан је прогласио независност од Москве, а потом је успостављена демократска влада.

## Рана историја
Камена оруђа пронађена у планинама Тјен Шан указујеуна присуство раних људи у данашњем Киргистану пре чак 200.000 до 300.000 година. Први писани записи о цивилизацији на подручју које је окупирао Киргистан појављују се у кинеским хроникама око 2000. године пре нове ере.

## Порекло киргиског народа
Јенисејски Киргизи су живели у горњој долини реке Јенисеј, у централном Сибиру. Кинески извори из 2. века пре нове ере и муслимански извори из 7–12. века нове ере описују Киргизе као црвенокосе, светле пути и зелених (плавих) очију. Први пут се појављују у кинеским „Записима Великог Историчара” као Гекун или Ђанкун (鬲昆 или 隔昆), а касније као део племена Тијеле, дошли су под власт Гоктурка и Ујгура. Касније је Киргистан био део Кушанског царства током будизма. Рана киргистанска држава достигла је највећу експанзију након пораза Ујгурског каганата 840. године нове ере. Затим су се Киргизи брзо преселили све до Тјан Шана и задржали своју доминацију над овом територијом око 200 година. У 12. веку, међутим, доминација Киргиза се смањила на Алтајски ланац и планине Сајан као резултат растуће монголске експанзије. Са успоном Монголског царства у 13. веку, Киргизи су мигрирали на југ. Плано Карпен, изасланик папске државе, и Вилијам Рубрук, изасланик Француске, писали су о свом животу под Монголима. Разни турски народи владали су њима све до 1685. године, када су дошли под власт Ојрата (Џунгара).
63% савремених киргиских мушкараца носи хаплогрупу Р1а1 (И-ДНК), што је упоредиво са преваленцијом хаплогрупе међу Таџицима (64%).

## Рани средњи век
Први Туркијци који су формирали државу на територији Централне Азије (укључујући Киргистан) били су Плави Туркијци (Гоктурци). Познати у средњовековним кинеским изворима као Тујуе (突厥 ту јуе), Плави Туркијци под вођством Бумина/Туман Кана/Кагана (умро 552) из племена или династије Ашина и његови синови су основали прву познату туркијску државу 551. године на општем подручју територије коју су раније окупирали Сјонгнуи, и брзо се проширио да би завладао широким територијама у Централној Азији. Плави Туркијци су се поделили на два супарничка каната, од којих се западни распао 744. године.
Прво краљевство које је настало из гоктуркијског каганата било је будистичко Ујгурско царство које је цветало на територији која је обухватала већи део централне Азије од 744. до 840. године.
Након што се Ујгурско царство распало, један огранак Ујгура мигрирао је у насеља оаза у Таримској котлини и Гансу, као што су Гаочанг (Карахоја) и Хами (Кумул), и успоставили конфедерацију децентрализованих будистичких држава под називом Кара-Хоја. Други, углавном блиско повезани са Ујгурима (Карлуцима), који су окупирали западну Таримску котлину, долину Фергане, Џунгарију и делове модерног Казахстана који се граниче са муслиманским турко-таџичким Хорезм султанатом, прешли су на ислам најкасније у 10. веку и изградили федерацију са муслиманским институцијама под називом Кара-Ханлик, чије кнежевске династије већина историчара назива Караханидима. Његов главни град, Баласагун, цветао је као културни и економски центар.
Исламизовани кнежевски клан Карлук, Баласагунлу Ашиналар (или Караханиди) гравитирао је ка персијској исламској културној зони након што је њихова политичка аутономија и суверенитет над Централном Азијом обезбеђени током 9. и 10. века.
Како су постајали све више персијанизовани, населили су се у индоиранским седентарним центрима као што је Кашгарија, и одвојили се од номадских традиција других Карлука, од којих су многи задржали културне елементе Ујгурског каната.
Кнежевина је значајно ослабљена почетком 12. века, а територију модерног Киргистана освојили су монголски Китанци. Кара-Китански канат (Кси Љао; 1124–1218), познат и као западни Љао, основао је Јелу Даши (耶律大石) који је предводио око 100.000 китанских остатака војске бежећи од џурченског освајања њихове родне земље, династије Китан.
Китанско освајање централне Азије се стога може посматрати као међусобна борба унутар номадског племена Карлук, одиграна као династички сукоб између освајачких будистичких китајских елита и одбрамбених принчева Кара-Ханида, што је резултовало покоравањем потоњих од стране првих, и у потчињавању муслиманских Карлука од стране њиховог несторијанског/будистичког сродства.

## Монголска доминација
Монголска инвазија централне Азије у 13. веку опустошила је територију Киргизије, коштајући њен народ независности и писаног језика. Син Џингис-кана, Џуче, освојио је киргишка племена у региону Јенисеја, која су се до тада разјединила. Истовремено, подручје данашњег Киргистана било је важна карика на Путу свиле, о чему сведочи неколико несторијанских надгробних споменика. У наредних 200 година, Киргизи су остали под Златном Хордом, Чагатајским канатом и Ојратима, као и Џунгарима који су наследили тај режим. Слобода је враћена 1510. године, али су киргиска племена у 17. веку преплавили Калмици, средином 18. века Манџурци, а почетком 19. века Узбеци.
Монголско царство (1206-1294/1368) било је највеће целовито царство и друго по величини царство у целој светској историји. Настала је уједињењем монголских и туркијских племена у данашњој Монголији, а нарасла је инвазијом, након што је Џингис-кан проглашен за владара свих Монгола 1206. године. Златна Хорда и Чагатајски канат су де факто независни и одбијају да прихвате Кублај-кана (1260–1294) као кагана. У време Кублајеве смрти, Монголско царство се већ поделило на четири одвојена каната или царства, од којих је свако следило своје посебне интересе и циљеве. Кагани из династије Јуан преузели су улогу кинеских царева и поставили своју престоницу у Ханбалик (данашњи Пекинг) из старе монголске престонице Каракорума. Иако су их други канати прихватили као своје титуларне сузерене и слали трибуте и извесну подршку након мировног споразума 1304. године, три западна каната су била практично независна и сваки је наставио свој сопствени развој као суверене државе.
На крају је монголска власт у Кини пала 1368. и заменила је династија Минг, иако је династија џингисидских Борџигина преживела у Монголији до 17. века. Темуџин, син монголског поглавице, који је претрпео тешко детињство, ујединио је номадска, до тада увек ривалска монголско-туркијска племена под својом влашћу кроз политичку манипулацију и војну моћ. У периоду 1203–1205, Монголи су под Темуџином уништили сва преостала супарничка племена (Кереид, Меркити) и довели их под своју власт. Године 1206, Темуџин је крунисан као каган Јеке монголског Улуса (Велике монголске нације) на Курултају (генералној скупштини) и уместо тога преузео титулу „Чингис-кан“ (или познатије као „Џингис-кан“ вероватно што значи универзални владар) уместо старих племенских наслова као што су Гур Кан или Тајанг Кан. Овај догађај је у суштини означио почетак Монголског царства под вођством Џингис-кана (1206–1227). Џингис-кан је именовао своје верне пријатеље за старешине војних јединица и домаћинстава. Такође је поделио свој народ на арбане (сваки са 10 људи), зууне (100), миангане (1000) и тумене (10.000) децималне организације.
Џингис-кан је наградио оне који су му били лојални и поставио их на високе положаје. Прогласио је нови закон царства Јаса и кодификовао све што је било у вези са свакодневним животом и политичким пословима тадашњих номада. На пример, он је својим законом забранио лов на животиње у време парења, продају жена, крађу туђе имовине, као и борбе између Монгола. Убрзо је дошао у сукоб са династијом Ђин џурчена и западном Сјаом Тангута у северној Кини. Под провокацијом муслиманског Хорезмијског царства, преселио се и у Централну Азију, опустошивши Трансоксијану и источну Персију, а затим извршио напад на Кијевску Русију и Кавказ. Пре своје смрти, Џингис је поделио своје царство на своје синове и ужу породицу, али је, како је то постало јасно, оно остало у заједничком власништву целе царске породице која је, заједно са монголском аристократијом, чинила владајућу класу.
Године 1207. киргиски поседи на Јенисеју, у Туви и Алтају ушли су у састав Монголског царства. Али 1273–1293, киргиски владари су обновили своју независност након поновљених побуна киргиских племена против моћи Монгола 1217, 1218, 1273–1280. године. Године 1218. источни Туркестан и Семиречије су освојили Монголи. Џингис-каново царство је наследио његов трећи син, Угедеј, именовани Велики кан који је лично контролисао земље источно од Балхашког језера до Монголије. Толуј, најмлађи, чувар огњишта, добио је северну монголску домовину. Чагатај, други син, добио је Трансоксанију, између река Аму Дарја и Сир Дарја у савременом Узбекистану, и област око Кашгара. Свој главни град направио је у Алмалику у близини данашње Куље у северозападној Кини. Осим проблема лозе и наслеђа, Монголско царство је било угрожено и великом културном и етничком поделом између самих Монгола и њихових претежно исламских турских поданика. Године 1269. током заједничког састанка ханова Чагатаја и Угедеја, улус Хајду (1269-1301) је званично изабран за кана. Његове земље су се простирале од Алтаја до Амур-Дарије, укључујући територију модерног Киргистана и источног Туркестана (опсежан регион централне Азије између Сибира на северу и Тибета, Индије, Авганистана и Ирана на југу: раније подељена на Запад (руски) Туркестан (који се такође назива совјетска централна Азија), који обухвата данашњи Туркменистан, Узбекистан, Таџикистан, Киргистан и јужни део Казахстана, и источни Туркестан који се састоји од аутономног региона Синђанг Ујгур (Кинески).

## Тимуриди и Узбеци
Киргизи на северу никада нису били потпуно потчињени од стране Тамерлана. У јужном региону, међутим, његова освајања и утицај имали су уједињујућу улогу. У 15. веку у ове крајеве стигло је племе Узбека, пореклом из Златне Хорде.

## Руска империја: 1876–1918.
Године 1775, Атаке Тинај Биј Улу, један од вођа племена Сарибагиш, успоставио је прве дипломатске везе са Руским царством тако што је послао своје изасланике Катарини Великој у Санкт Петербург. Почетком 19. века, територија Киргизије је дошла под контролу каната Коканд, али је територију окупирала и формално припојила Руска Империја 1876. године. Руско преузимање власти подстакло је бројне побуне против царске власти, а многи Киргизи су се определили за преселио се у планине Памир и у Авганистан. Гушење побуне 1916. у Централној Азији, изазвано руским наметањем војног рока Киргизима и другим народима Централне Азије, довело је до тога да многи Киргизи побегну у Кину.

## Совјетски период: 1918–1991.
Совјетска власт је првобитно успостављена у региону 1918. године, а 1924. године у оквиру Руске СФСР створена је Кара-Киргиска аутономна област. (Термин Кара-Киргизи су користили Руси до средине 1920-их да би их разликовали од Казаха, који су се такође називали Киргизи.) Године 1926. формирана је Киргиска Аутономна Совјетска Социјалистичка Република. Дана 5. децембра 1936. године успостављена је Киргиска Совјетска Социјалистичка Република као пуноправна Савезна Република СССР.
Током 1920-их, Киргистан је доживео значајне културне, образовне и друштвене промене. Економски и друштвени развој такође је био приметан. Повећана је писменост, уведен је стандардни књижевни језик. Киргиски језик припада кипчачкој туркијској групи језика. Године 1924. уведено је киргиско писмо засновано на арапском, које је 1928. замењено латиничним писмом. Године 1941. усвојено је ћирилично писмо. Многи аспекти киргиске националне културе су задржани упркос гушењу националистичких активности под Јосифом Стаљином, који је контролисао Совјетски Савез од касних 1920-их до 1953. године.
Друштвеном структуром предака Киргиза доминирале су номадске традиције, владајуће политичке филозофије и социјализација. Како су класичне руске етничке групе убризгане у Совјетски Киргистан, почео је процес урбанизације и углавном су га водиле руске заједнице смештене у Совјетској Републици, углавном политиком коју је креирала комунистичка партија.
Политбиро ЦК КПСС је 11. марта 1985. изабрао Михаила Горбачова за новог генералног секретара Комунистичке партије Совјетског Савеза. Горбачов је одмах покренуо своју нову либерализујућу политику гласности и перестројке, иако су оне имале мали непосредни утицај на политичку климу у Киргистану. Дана 2. новембра 1985. Горбачов је заменио Турдакуна Усубалијева, првог секретара Комунистичке партије Киргистана, који је био на власти 24 године, Абсаматом Масалијевим. Републичкој штампи је било дозвољено да заузме либералнији став и да оснује ново издање, Литературни Киргизстан, од стране Уније књижевника. Незваничне политичке групе су биле забрањене, али је неколико група које су се појавиле 1989. године ради решавања акутне стамбене кризе било дозвољено да функционишу.
У Киргистану су избори 1990. одржани 25. фебруара, а други круг 7. априла. Како су комунисти били једина политичка партија која је изашла на изборе, не чуди што су добили 90% гласова. Абсамат Масалијев, комунистички лидер, изабран је у новом парламенту за председника Врховног совјета Киргизије 10. априла 1990. године.
Међутим, догађаји су брзо почели да измичу из контроле комуниста. Дана 1. маја 1990. опозиционе групе су одржале своје прве велике демонстрације у Фрунзеу у конкуренцији са званично одобреном првомајском прославом, а 25-26. маја 1990. опозиционе групе су формирале Киргистански демократски покрет као блок неколико антикомунистичких политичких партија, покрета и невладиних организација. Затим су 4. јуна 1990. етничке тензије између Узбека и Киргиза испливале на површину у области региона Ош где Узбеци чине већину становништва. Уследили су насилни сукоби, уведено је ванредно стање и полицијски час. Ред није заведен све до августа 1990. године.
Киргистански демократски покрет брзо се развио у значајну политичку снагу са све већом подршком у парламенту. Дана 27. октобра 1990. године узнемирујућом победом, Аскар Акајев, председник Киргиске академије наука и члан реформистичке Комунистичке партије, изабран је у новостворено председништво победивши лидера Комунистичке партије Абсамата Масалијева. Киргизија је била једина од пет држава совјетске централне Азије која је своје успостављено комунистичко руководство изгласала с власти 1990. године.
Дана 15. децембра 1990. Врховни совјет је изгласао промену имена републике у Република Киргистан. Јануара 1991. Акајев је увео нове структуре власти и именовао владу која се састоји углавном од млађих, реформски оријентисаних политичара. Дана 5. фебруара 1991. име главног града, Фрунзе, промењено је у Бишкек.
Упркос овим потезима ка независности, чинило се да економска реалност делује против отцепљења од Совјетског Савеза. На референдуму о очувању СССР-а, марта 1991, 88,7% гласача је одобрило предлог да остане део уније као „обновљене федерације ."

## Република Киргистан (након 1991)

### Председник Акајев: 1991–2005.
Киргицки је проглашен за државни језик у септембру 1991. У октобру 1991, Акајев се кандидовао без противљења и изабран је за председника нове независне републике директним гласањем, добивши 95% гласова. Заједно са представницима још седам република, истог месеца је потписао Уговор о новим економским комунистима. Дана 21. децембра 1991. Киргистан је формално ушао у нову Заједницу независних држава (ЗНД).
Као иу многим бившим совјетским републикама, након што је Киргистан поново стекао независност у августу 1991. године, многи појединци, организације и политичке партије настојали су да поново успоставе (и у одређеној мери, да створе од нуле) киргиски национални културни идентитет; често онај који је укључивао и реакцију на Русе.
Године 1993. оптужбе за корупцију против Акајевљевих најближих политичких сарадника прерасле су у велики скандал. Један од оптужених за недоличности био је премијер Турсунбек Чингишев, који је у децембру смењен из етичких разлога. Након смене Чингишева, Акајев је распустио владу и позвао последњег комунистичког премијера Апаса Дјумагулова да формира нову. У јануару 1994. Акајев је покренуо референдум тражећи да му се обнови мандат како би довршио свој мандат. Добио је 96,2% гласова.
ОЕБС је утврдио да парламентарни избори одржани 27. фебруара и 13. марта 2005. нису испунили обавезе о слободним и поштеним изборима; међутим, било је побољшања у односу на изборе 2000. године, посебно коришћење неизбрисивог мастила, провидне гласачке кутије и генерално добар приступ посматрача избора.

### Револуција лала
Спорадични протести против уочене манипулације и преваре током избора 27. фебруара 2005. избили су у распрострањене позиве влади да поднесе оставку, који су почели у јужним провинцијама. Дана 24. марта, 15.000 проопозиционих демонстраната у Бишкеку позвало је на оставку председника и његовог режима. Демонстранти су заузели главну зграду владе, а Акајев је журно побегао из земље, прво у суседни Казахстан, а затим у Москву. У почетку је одбио да поднесе оставку и осудио догађаје као државни удар, а потом је 4. априла дао оставку на функцију.

### Председник Бакијев: 2005–2010.
Курманбек Бакијев је победио на председничким изборима 10. јула са 89% гласова уз 53% излазности. Мандат Бакијева био је поремећен убиством неколико истакнутих политичара, затворским немирима, економским недаћама и биткама за контролу уносних послова. Године 2006. Бакијев се суочио са политичком кризом пошто је хиљаде људи учествовало у низу протеста у Бишкеку. Оптужен је да није испунио своја обећања да ће ограничити председничку власт, дати већа овлашћења парламенту и премијеру и искоренити корупцију и криминал. Бакијев је тврдио да опозиција спрема државни удар против њега.
У априлу 2007. опозиција је одржала протесте тражећи оставку Бакијева, са великим протестом који је почео 11. априла у Бишкеку. Бакијев је 10. априла потписао уставне амандмане за смањење сопствених овласти, али је протест настављен, а демонстранти су рекли да ће остати док он не поднесе оставку. До сукоба између демонстраната и полиције дошло је 19. априла, након чега су протести прекинути.
Бакијев је поново изабран на председничким изборима 2009. године.[ Након реизбора 2009. године, неки људи у Киргистану су рекли да ће се сада бавити политичким и економским реформама. Други су били скептични. Евроазијски дејли монитор је 10. септембра писао да његов стил подсећа на друге лидере попут Владимира Путина и Нурсултана Назарбајева. Међутим, недостајали су му ресурси и Киргизи су били забринути због ризика од поновних несташица струје и нестанка струје као у зиму 2008–2009.
Током зиме 2010. Киргистан је патио од сталних искључења струје и искључења која су се редовно дешавала док су цене енергије расле.

### Револуција 2010.
Хапшење једне опозиционе личности 6. априла 2010. у граду Талас навело је присталице опозиције на протест. Демонстранти су преузели контролу над зградом владе, захтевајући нову владу. Интервентна полиција је послата из Бишкека и успела је да привремено поврати контролу над зградом. Касније истог дана ухапшено је још неколико опозиционара, док је влада тврдила да је повратила контролу над ситуацијом. Следећег дана, међутим, стотине присталица опозиције окупило се у Бишкеку и марширало ка седишту владе. Особље обезбеђења покушало је да растера демонстранте употребом шок граната и бојних метака, по цену десетина живота. Протести су се, међутим, наставили, што је резултовало бекством председника Бакијева у његово јужно упориште Џалал Абад и ослобађањем касније истог дана ухапшених опозиционара. Формирана је нова влада под вођством опозиционе лидерке Розе Отунбајеве, док је Бакијев неколико дана остао у јужном Киргистану, пре него што је побегао у Белорусију, где му је дао азил од председника Лукашенка. Нова привремена влада одржала је консултације о новом уставу, чији је циљ да повећа овлашћења парламента и смањи овлашћења председника. Референдум о резултујућем документу одржан је 27. јуна 2010. године, а одобрило га је преко 90% бирача, уз излазност од 72%. Избори су потом одржани 10. октобра 2010. године. Ови избори су резултирали тиме да је пет партија достигло цензус од 5% неопходан за улазак у парламент.

### Раздобље након 2010.
Алмазбек Атамбајев се кандидовао 2011. да наследи Розу Отунбајеву на месту председника Киргистана. На дан избора, 30. октобра 2011, победио је убедљиво победивши Адакхана Мадумарова из странке Бутун Киргистан и Камчибека Ташијева из странке Ата-Зхурт са 63% гласова и са око 60% киргистанског становништва са правом гласа.
Соронбај Женбеков је положио заклетву као председник 24. новембра 2017. у државној резиденцији Ала Арча. У сатима од ступања на дужност, донео је свој први декрет о додели звања Хероја Републике Киргизије свом претходнику. Следећег маја, своју прву инострану посету након што је преузео председавајући био је Русији где се састао са Владимиром Путином. У априлу 2018, Јеенбеков је отпустио премијера Сапара Исакова и целу његову владу након изгласавања неповерења Врховног савета.
Масовни протести почели су 5. октобра 2020. као одговор на парламентарне изборе које су демонстранти сматрали неправедним. У рано јутро 6. октобра 2020. демонстранти су преузели контролу над тргом Ала-Ту у центру Бишкека. Такође су успели да заузму Белу кућу и зграде Врховног савета у близини, бацајући папир са прозора и запаливши их,[38] такође ушавши у канцеларије председника. Демонстрант је погинуо, а 590 је повређено. Демонстранти су ослободили бившег председника Алмазбека Атамбајева и опозиционог политичара Садира Јапарова из затвора.
Након оставке премијера Боронова, бивши посланик Садир Жапаров именован је да га замени. Опозиционе странке одбациле су легитимитет статуса Јапарова и уместо тога изложиле свог кандидата за премијера Тилека Токтогазијева. Жапаров је тврдио да је он већ био „легитимни премијер“ и да га је именовала „већина у парламенту“.
Председник Соронбај Женбеков поднео је оставку 15. октобра 2020, што је довело до тога да се Жапаров изјасни као вршилац дужности председника. Упркос Уставу Киргистана који каже да председник Врховног савета треба да наследи ту улогу, Канатбек Исаев је одбио да преузме функцију, што је резултовало тиме да је Жапаров постао вршилац дужности председника..
Садир Жапаров је поднео оставку на место премијера да би се кандидовао за председника у јануару 2021. Успешно је победио Адахана Мадумарова у убедљивој победи и преузео дужност 28. јануара 2021. године.